# Mount Theodore
Mount Theodore ist ein etwa 1650 m hoher Berg an der Danco-Küste des Grahamlands im Norden der Antarktischen Halbinsel. Er ragt 6,5 km südöstlich des Mount Inverleith an der Südflanke des Bagshawe-Gletschers auf.
Der schottische Geologe David Ferguson (1857–1936) führte 1913 auf der Fahrt mit dem Walfänger Hanka in der Nähe des Bergs geologische Erkundungen durch. Der Berg ist unter seinem auch heute noch gültigen Namen in Fergusons Kartenmaterial aus dem Jahr 1921 verzeichnet. Der Namensgeber ist nicht überliefert.